# Governo locale degli Stati Uniti d'America

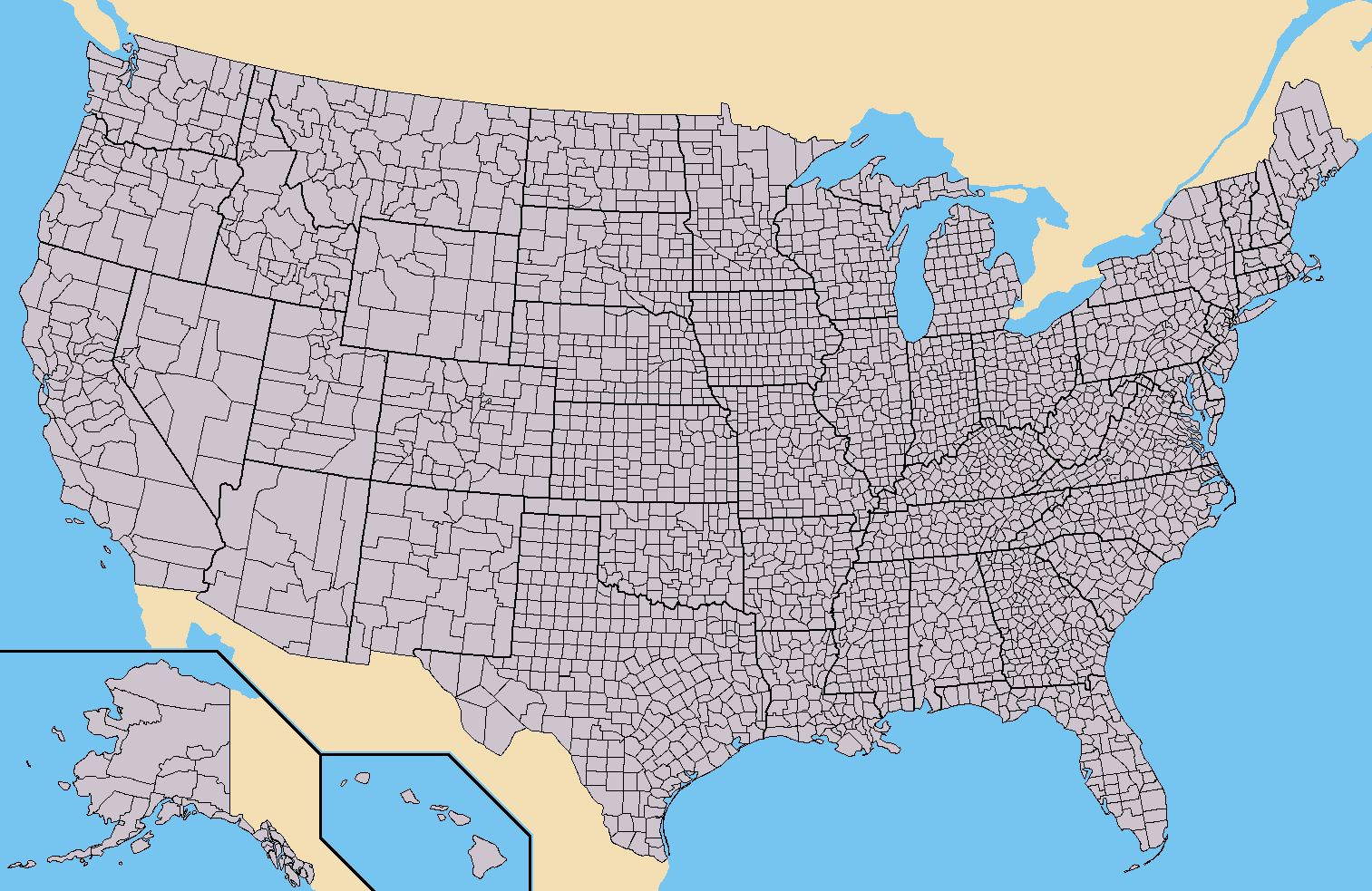
Mappa degli Stati Uniti, con evidenziate le contee dei vari stati (la Louisiana è divisa in parrocchie, l'Alaska in boroughs). Alaska ed Hawaii hanno una scala diversa. Le Isole Aleutine e alcune isole hawaiiane disabitate non rientrano nella mappa

Il governo locale degli Stati Uniti d'America è strutturato in forme di varia natura in accordo con la legislazione dei singoli stati della federazione.
Ogni stato infatti ha una propria Costituzione che, pur nelle varie specificità, ricalca e rispetta comunque sempre la Costituzione degli Stati Uniti, che è alla base di tutto il sistema di governo statunitense.

## Sinossi generale
Il governo federale fu creato dalle ex colonie britanniche che erano state fondate ciascuna separatamente dall'altra ed erano governate indipendentemente le une dalle altre. Tra queste colonie si trovavano città e contee con diversi livelli di sviluppo e, di conseguenza, con differenti bisogni amministrativi. La convenzione di Filadelfia decise così di mantenere un'ampia autonomia per gli stati e di non sostituire i diversi sistemi statali con un governo unitario. Con l'espandersi del paese, vennero annessi nuovi Stati, il cui ordinamento fu modellato su quello delle entità statali preesistenti.
Il governo locale negli Stati Uniti si articola in tre livelli principali, quello statale, della contea, e quello del comune. Alcuni Stati organizzano tuttavia le loro aree rurali su due livelli municipali, uno superiore chiamato town, township, e uno inferiore spesso definito village. Ogni livello ha il suo sistema politico, soggetto alle limitazioni poste dai livelli superiori.

## Tipologie

### Stati
Lo Stato rappresenta il primo livello di amministrazione locale degli Stati Uniti. Ognuno di essi ha una Costituzione scritta, un suo sistema di governo e un suo codice di leggi. Ogni Costituzione statale prevede che la più alta autorità risiede nel popolo e pone certi principi a base del governo.
Le differenze tra le normative dei vari Stati possono essere notevoli, anche in materie importanti come proprietà, salute, istruzione e diritto penale. Tipiche competenze statali sono inoltre le comunicazioni interne, le norme che regolano le imprese e i servizi pubblici, gran parte degli illeciti penali, oppure le condizioni di lavoro all'interno dello Stato. Il governo federale richiede che i vari stati adottino una forma di governo repubblicana e che non promulghino norme che siano in contrasto con la Costituzione o con le leggi federali, oppure con i trattati firmati dagli Stati Uniti.
Come il governo federale, i governi statali si compongono di tre rami: esecutivo, legislativo e giudiziario, che svolgono, in linea di massima, le stesse funzioni dei loro corrispondenti a livello federale. Il capo dell'esecutivo statale è il governatore, eletto a suffragio universale diretto, in genere per quattro anni (in certi stati, il mandato del governatore dura solo due anni). Tutti gli stati hanno un organo legislativo statale, che in tutti gli stati tranne uno è bicamerale, in cui la camera alta si chiama generalmente Senato e quella bassa Camera dei Rappresentanti, Camera dei Delegati, oppure Assemblea Generale. Fa eccezione il Nebraska, che ha un organo legislativo monocamerale. In molti stati, i senatori hanno un mandato di quattro anni e i membri della camera bassa di due.
Infine, ogni stato ha una propria polizia - detta state police - e un proprio sistema giudiziario costituito dai tribunali di contea e arriva fino ad una corte suprema statale (le denominazioni delle corti variano). In certi stati i giudici vengono eletti, in altri sono nominati, come accade nel sistema giudiziario federale.

### Contee
La contea rappresenta il secondo livello amministrativo locale degli Stati Uniti. Le contee sono suddivisioni territoriali dello Stato e dipendono direttamente da questo. Tutti gli stati presentano una completa suddivisione del proprio territorio secondo contee, ad eccezione dell'Alaska, divisa in Borough e Census Area, e della Louisiana, divisa in parrocchie. In quest'ultimo caso, per altro, la differenza può dirsi solo formale, mentre nel primo va notato che la suddivisione del territorio dell'Alaska, per gran parte disabitato, non risulta ancora completata.
Le funzioni di una contea possono variare enormemente da stato a stato. E in certi casi all'interno di uno stesso Stato possono esserci tipologie diverse di contee. Un esempio limite è rappresentato dai cinque distretti (boroughs) in cui è divisa la città di New York che sono altrettante contee, determinando così un'inversione gerarchica tra il terzo livello amministrativo (quello comunale) ed il secondo. Più frequenti sono i casi come quello della Contea di Arlington, in Virginia, separata da Washington dal fiume Potomac, che, priva di amministrazioni comunali al suo interno, è governata da un'amministrazione unitaria di contea. Questi casi, tipici di grandi città che hanno saturato il territorio della propria contea trasformando la stessa in un'unica area metropolitana, definiscono il modello della cosiddetta consolidated city-county.
In gran parte delle contee statunitensi, un centro urbano svolge le funzioni di capoluogo, in cui si riunisce la commissione di contea. Nelle contee più piccole, la commissione viene eletta in un unico collegio, che comprende tutto il territorio. Nelle maggiori, i commissari (o supervisori) rappresentano i vari distretti. La commissione impone i tributi, assegna i fondi, fissa lo stipendio ai dipendenti dell'ente, sovrintende alle elezioni, cura la costruzione e il mantenimento di strade e ponti, amministra i programmi di welfare nazionali, statali e di contea. In qualche stato della Nuova Inghilterra, le contee non hanno funzioni di governo e sono unicamente divisioni del territorio utili per lo più per fini statistici.
Possono avere un organo analogo al city manager, detto county manager (o county executive o chief administrative officer). Nelle contee si trovano analogamente un organo corrispondente al consiglio (detto per lo più board of commissioners, county commission o board of supervisors), il suo presidente (talvolta denominato anch'esso mayor) e un county manager o county executive.

### Comuni
Il terzo livello amministrativo locale nella maggioranza degli Stati Uniti è quello comunale. Lo statuto dei comuni è competenza dei singoli Stati, che determinano i poteri dei vari governi cittadini, ma sotto molti aspetti le città sono indipendenti dalle autorità statali. Per le grandi città in particolare, la cooperazione tra ente municipale e le organizzazioni federali e statali è essenziale per il funzionamento dei servizi pubblici. Nella maggior parte degli Stati le amministrazioni comunali hanno giurisdizione strettamente limitata all'area urbana e nelle sole località che hanno lo status di incorporated places, che rispondono allo status di city, town o village. Le aree extraurbane e le località minori, classificati come unincorporated places, sono sotto il governo diretto della contea, mentre i Census-designated place non hanno confini ben definiti.
Tutti hanno una qualche forma organo elettivo scelto dai cittadini ed un organo esecutivo, assistito da diversi capi dipartimento, che sovraintende alle attività amministrative. Nello specifico a livello municipale ci sono cinque possibili modelli di governo:
- mayor-council;
- council-manager;
- commission;
- town meeting;
- representative town meeting.

Nel sistema del "Mayor-Council", la forma più antica e tradizionale, vi è un sindaco eletto a capo dell'esecutivo locale ed un Consiglio, pure eletto, che esercita il potere legislativo. Il sindaco nomina i direttori dei vari dipartimenti cittadini e gli altri dirigenti, a volte con l'approvazione del Consiglio, ha potere di veto sulle ordinanze e sugli atti normativi e spesso è pure responsabile di predisporre il bilancio. Il Consiglio approva le ordinanze, impone tributi e ripartisce il denaro tra i vari dipartimenti cittadini. Può aver due modelli di organizzazione:
1. nella prima variante, adottata di solito dalle piccole amministrazioni municipali, il consiglio riunisce in sé tutte le funzioni, normative ed amministrative, e nomina i funzionari municipali o, quanto meno, approva le nomine proposte dal sindaco; quest'ultimo  presiede il consiglio e, per il resto, ha funzioni eminentemente cerimoniali;
2. nella seconda variante, adottata di solito dalle città più grandi, il sindaco sovrintende alle funzioni amministrative, predispone il bilancio preventivo (di solito sottoposto all'approvazione del consiglio) e nomina i capi dei dipartimenti; in alcune amministrazioni il sindaco nomina un chief administrative officer (CAO), che risponde solo a lui, dal quale dipendono i capi dei dipartimenti.

Nel sistema "Council-Manager", si ha la presenza di:
- un consiglio (council) eletto dal popolo e tipicamente composto da 5-11 membri, con funzioni di indirizzo politico, normative, di approvazione del bilancio e di controllo;
- un sindaco (mayor) che presiede il consiglio e ha funzioni eminentemente cerimoniali;
- un city manager che sovrintende all'amministrazione municipale, nomina i capi dei dipartimenti in cui si articola l'organizzazione municipale e cura l'attuazione delle politiche decise dal consiglio.

Nel sistema basato sulle "Commissions" le funzioni esecutive e legislative sono svolte da uno stesso organo collegiale, di solito composto da tre o più persone, elette da tutta la cittadinanza. È tipico di realtà non troppo grandi e può o meno prevedere la figura di un presidente della commissione, non necessariamente chiamato "sindaco".
Nel sistema "Town meeting" tutti i cittadini possono votare liberamente su determinati argomento ed esprimere pa loro opinione su determinate questioni, amministrando la città in modo diretto, essi scelgono tra di loro un gruppo di individui chiamati selectedmen o supervisors col compito do attuare le decisioni della cittadinanza.
Il sistema  "Representative town meeting" è simile al precedente con la differenza che la cittadinanza elegge un gran numero di componenti con incarico di amministrare e supervisionare l'attuazione delle decisioni.

## Casi particolari

### Letownship
Una township indica una area geografica corrispondente ad un centro abitato, in particolare il termine viene utilizzato per definire:
- Survey township, un semplice riferimento geografico usato per definire luoghi di proprietà per deed (Atti) e cessioni come controllate e mappate dal General Land Office. Una Survey Township è nominalmente un quadrato di 6 miglia (9,7 km) di lato, corrispondenti a 24.040 acri.
- Civil township, unità locale di governo, cui si assegna normalmente un nome seguito dall'abbreviazione Twp.
- Charter township, simile ad una Civil Township, che si trova però solo nello stato del Michigan. Sotto certe condizioni una Charter Township è il più delle volte esente da annessioni alle comunità ad essa contigue ed ha ulteriori diritti e responsabilità rispetto alle altre comunità locali.

Lo United States Census Bureau (dipendente dal Ministero del Commercio) nel 2002 ha identificato ben 87.576 unità di governo locale negli Stati Uniti, comprese contee, comuni, township, distretti scolastici e distretti con altre funzioni speciali.

### Le nazioni indiane
Una sentenza della Corte Suprema nota come il "Caso Worcester contro Georgia" (1832) ha stabilito che le comunità indiane sono considerate "Nazioni interne" (domestic dependent nations) con una propria sovranità, soggetta all'autorità federale, ma sottratta all'influenza dei governi statali. Centinaia di leggi, sentenze e "ordini esecutivi" (executive orders) hanno influenzato i rapporti tra stati e autorità indiane, ma hanno tenuto ben distinte le due entità. Gli indiani hanno sistemi di governo che variano, dal consiglio, investito di tutti gli affari tribali, a larghe e complesse burocrazie, con diverse autorità investite delle distinte funzioni. Le comunità sono libere di determinare il proprio sistema di governo e investire dell'autorità decisionale un consiglio oppure presidenti eletti o capi religiosi. La cittadinanza indiana (con gli annessi diritti di voto) è generalmente ristretta agli individui che appartengono alla comunità per discendenza, ma le nazioni indiane sono libere di scegliere i criteri con cui definire la cittadinanza stessa.